# Jurinella lutzi
Jurinella lutzi là một loài ruồi trong họ Tachinidae.